# Terebra glossema
Terebra glossema is een slakkensoort uit de familie van de Terebridae. De wetenschappelijke naam van de soort is voor het eerst geldig gepubliceerd in 1942 door Schwengel.